# Hakata Gion Yamakasa
Hakata Gion Yamakasa (博多祇園山笠) é um festival desportivo-cultural japonês celebrado de 1 a 15 de Julho em Hakata, Fukuoka, sendo o festival mais antigo da região. Ele foi designado em 1979 como Propriedade Imaterial Folclórico e Cultural Japonês e atrai mais de 1 milhão de visitantes.
Participam desta festividade apenas homens, que transportam alegorias elaboradas e pesadas, com cerca de uma tonelada. Essas pesadas alegorias são chamados de mikoshi, que são enormes andores, ou melhor "santuários flutuantes" como alguns preferem apelida-los, que sustentam enfeites decorados com bonecas Hakata. A corrida consiste em um percurso de 5 quilômetros, passando pelo santuário de Kushida Jinja, no distrito de Hakata, entoando uma canção de celebração (que foi selecionada pelo Ministério do Meio Ambiente Japonês como uma das 100 paisagens sonoras do Japão.), e leva cerca de 30 min. Enquanto os participantes passam pelas ruas da cidade, ocorre um revezamento entre eles e a platéia joga água, refrescando e incentivando a corrida.
Sete bairros de Fukuoka competem entre si para saber quem faz o percurso mais rápido. Os participantes usam tangas tradicionais (shimekomi) com o emblema de sua equipe.

## História
A origem do festival data de 1241, quando o monge Shioichu Kokushi livrou Hakata de uma terrível peste, ao perpassar pela cidade com um templo móvel, jogando água. O festival simboliza a rota percorrida pelo monge, correndo contra o tempo, carregando toneladas de peso em seus ombros.
Conforme relata o blog ultimonanbanjin, "a história do Hakata Gion Yamakasa remonta ao ano de 1241 da nossa era. Vivia então, o Japão, em pleno Período Kamakura (鎌倉時代), quando uma mortífera praga se alastrou pela baía de Hakata e o povo da região cuidou de trazer em seu auxílio um reputado sacerdote Shintoo que foi trazido a toda a pressa à cidade portuária pelos homens da terra, transportado em corrida pelas ruas num enorme palanquim e levado com urgência aos mais recônditos cantos da cidade com o fito de exorcizar os demônios que haviam trazido tamanha morte e infortúnio ao pobre povo. Rezam as crônicas que foi de tal ordem a gesta heroica dos homens do porto Hakata, no esforço de levar o santo homem em correria pelas estreitas vias, assoladas pela traiçoeira peste, entre o casario ao longo dos muitos canais que demarcam os vários bairros tradicionais de Hakata, que, em louvor e gratidão aos bravos desse dia, o povo de cada Nagare (流 — 'ribeiro' ou 'canal', designação dada aos bairros antigos de Hakata) houve de, a cada ano que passa, em Julho, tratar de erguer um palanquim idêntico ao dessa egrégia jornada, re-encenando e celebrando com a devida solenidade ritual a proeza e a nobreza atávica dos seus antepassados e dos Espíritos alados que os guiaram nessa feita."

## Na Mídia
- No dia 15 de Maio de 2016, o Esporte Espetacular, da Rede Globo, exibiu uma matéria sobre esta festividade no quadro Jogos do Mundo.[9]